# غيوم بيرقية
غيوم بيرقية Banner cloud

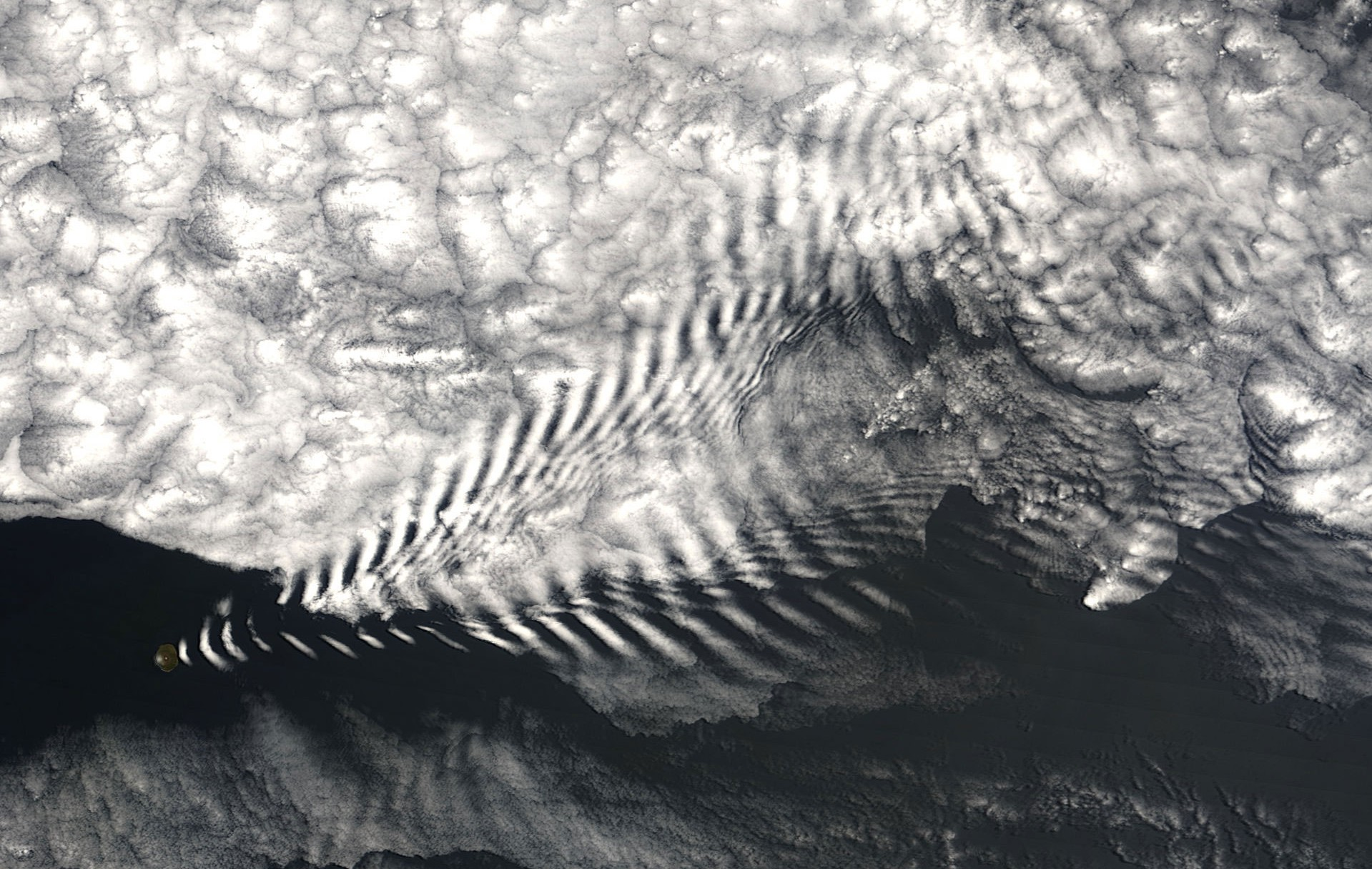

هي الغيوم التي تتشكل عند قمة جبل مرتفع منتشرة أفقياً تقريباً تجاه الجانب من الجبل الواقع في ظل الرياح, متخذخ شكل بيرق أو علم.
المصدر: المعجم الجغرافي المناخي